# Scandia (Kansas)
Scandia es una ciudad ubicada en el condado de Republic en el estado estadounidense de Kansas. En el año 2010 tenía una población de 482 habitantes y una densidad poblacional de 310 personas por km².

## Geografía
Scandia se encuentra ubicada en las coordenadas 39°47′44″N 97°47′2″O / 39.79556, -97.78389 (39.795609, -97.783757).

## Demografía
Según la Oficina del Censo en 2000 los ingresos medios por hogar en la localidad eran de $29,896 y los ingresos medios por familia eran $37,031. Los hombres tenían unos ingresos medios de $25,833 frente a los $14,688 para las mujeres. La renta per cápita para la localidad era de $15,619. Alrededor del 12.8% de la población estaban por debajo del umbral de pobreza.